# گرمایش زمین‌گرمایی
گرمایش زمین گرمایی (انگلیسی: Geothermal heating) استفاده مستقیم از انرژی زمین گرمایی برای کاربردهای گرمایش است. انسان از حرارت زمین از دوران پارینه سنگی به این شیوه بهره‌مند شده‌است. حدود هفتاد کشور از 270pj گرمایش زمین در سال ۲۰۰۴ استفاده مستقیم داشته‌اند. در سال ۲۰۰۷، ۲۸ گیگاوات از ظرفیت گرمایش زمین در سراسر جهان نصب شده‌است، ۰٫۰۷٪ مصرف انرژی اولیه جهانی را تأمین می‌کند. از آنجا که هیچ تبدیل انرژی مورد نیاز نمی‌باشد، بازده حرارتی بالا است، امااز آنجا که حرارت عمدتاً در زمستان مورد نیاز است، عوامل ظرفیت پایین هستند (حدود ۲۰ درصد).
انرژی زمین گرمایی از حرارت درون زمین باقی مانده از زمان شکل‌گیری اصلی این سیاره، همچنین از فروپاشی رادیو اکتیو مواد معدنی و از انرژی خورشیدی جذب شده در سطح سرچشمه می‌گیرد. بیشتر درجه حرارت بالای زمین در مناطق نزدیک به مرزهای تکتونیک صفحه‌ای زمین برداشت می‌شود که در آن فعالیت آتشفشانی نزدیک به سطح زمین افزایش می‌یابد. در این مناطق، زمین و آب‌های زیرزمینی با دمایی بالاتر از دمای هدف کاربرد یافت می‌شوند. با این حال، حتی زمین سرد شامل گرما است، در عمق کمتر از ۶ متر (۲۰ فوت) دمای زمین دست نخورده به‌طور دائم به اندازه دمای متوسط سالانه هوا است و ممکن است با یک پمپ حرارتی استخراج شود.

## کاربردها
| کشور                | تولید PJ/yr | ظرفیت GW | عامل ظرفیت | کاربرد                     |
| ------------------- | ----------- | -------- | ---------- | -------------------------- |
| چین                 | ۴۵٫۳۸       | ۳٫۶۹     | ۳۹٪        | استحمام                    |
| سوئد                | ۴۳٫۲        | ۴٫۲      | ۳۳٪        | پمپ حرارتی                 |
| ایالات متحده آمریکا | ۳۱٫۲۴       | ۷٫۸۲     | ۱۳٪        | پمپ حرارتی                 |
| ترکیه               | ۲۴٫۸۴       | ۱٫۵      | ۵۳٪        | گرمایش منطقه‌ای             |
| ایسلند              | ۲۴٫۵        | ۱٫۸۴     | ۴۲٪        | گرمایش منطقه‌ای             |
| ژاپن                | ۱۰٫۳        | ۰٫۸۲     | ۴۰٪        | استحمام (onsens)           |
| مجارستان            | ۷٫۹۴        | ۰٫۶۹     | ۳۶٪        | چشمه‌های آب گرم/گلخانه      |
| ایتالیا             | ۷٫۵۵        | ۰٫۶۱     | ۳۹٪        | چشمه‌های آب گرم/ گرمایش فضا |
| نیوزیلند            | ۷٫۰۹        | ۰٫۳۱     | ۷۳٪        | مصارف صنعتی                |
| ۶۳ مورد دیگر        | ۷۱          | ۶٫۸      |            |                            |
| کل                  | ۲۷۳         | ۲۸       | ۳۱٪        | گرمایش فضا                 |

طیف گسترده‌ای از کاربردهای حرارت زمین ارزان وجود دارد. در سال ۲۰۰۴ بیش از نیمی از گرمای درون زمین به‌طور مستقیم برای گرم کردن فضا مورد استفاده قرار گرفت و یک سوم برای چشمه‌های معدنی استفاده شده‌است. از باقی مانده حرارت برای انواع فرآیندهای صنعتی، آب شیرین کن، آب داغ خانگی و کاربردهای کشاورزی استفاده شد. شهرهای ریکیاویک و آکوریری لوله کشی آب گرم را از نیروگاه زمینی در زیر جاده‌ها و پیاده‌روها برای ذوب شدن برف صورت داده‌اند. آب شیرین کن زمین گرمایی نیز اختراع شده‌است.
سیستم‌های گرمای زمین از اقتصاد مقیاس بهره‌مند می‌شوند، به‌طوری‌که انرژی گرمایش فضا اغلب در ساختمان‌های متعدد و گاهی اوقات در کل جوامع توزیع شده‌است. این تکنیک، که مدت زمات طولانی در سراسر جهان در مکان‌هایی مانند ریکیاویک، ایسلند، بویس، آیداهو و کلامات فالز، اریگن مورد استفاده قرار گرفته‌است، به عنوان گرمایش منطقه‌ای شناخته شده‌است.

## استخراج
برخی از بخش‌های جهان، از جمله بخش‌های قابل توجهی از غرب ایالات متحده آمریکا، دارای منابع گرمایی زمین نسبتاً کم عمق در زیر پوسته زمین هستند. شرایط مشابه در ایسلند، بخش‌هایی از ژاپن و دیگر نقاط گرم در سراسر جهان وجود دارند. در این مناطق، ممکن است آب یا بخار از چشمه آب گرم طبیعی گرفته و با پمپ مستقیم به رادیاتورها یا مبدل‌های حرارتی منتقل شود. روش دیگر، ممکن است گرما از انرژی تلف شده که از یک کارخانه برق زمینی فراوری شده یا از چاه‌های عمیقی که به سفره‌های آب گرم زده می‌شود، تأمین شود. گرمایش از طریق حرارت زمینی مستقیم، کارآمد تر از تولید برق زمینی است و الزامات دمایی کمتری مورد نیاز است، پس در یک محدوده بزرگ جغرافیایی مورد استفاده است. اگر زمین کم عمق، گرم اما خشک است، هوا یا آب ممکن است از طریق لوله‌های زمینی یا مبدل‌های حرارتی چاه که به عنوان مبدل‌های حرارتی در زمین عمل می‌کنند در گردش باشند.
بخار تحت فشار از منابع گرمایی زمین عمیق نیز برای تولید برق از انرژی گرمایی زمین استفاده می‌شود. پروژه حفاری عمیق ایسلند در عمق ۲٬۱۰۰ متری راه‌اندازی شد. یک قطعه فولادی پر شده با سیمان در حفره‌ای در کف نزدیک به ماگما ساخته شد. درجه حرارت بالا و فشار بخار ماگما برای تولید 36MW برق مورد استفاده قرار گرفتندواولین سیستم گرمایی زمینی ماگما در جهان IDDP-1 ساخته شد.
در مناطقی که زمین‌های کم عمق بیش از حد سرد می‌باشند هنوز هوا گرم تر از زمستان است. ذخیره حرارتی زمین‌های کم عمق، انرژی خورشیدی تجمعی در فصل تابستان را حفظ می‌کند و اثر تغییرات فصلی در درجه حرارت زمین در عمق زیر ۱۰ متر به‌طور کامل ناپدید می‌شوند. حرارت را می‌توان با یک پمپ حرارتی زمینی که مؤثر تر از تولید با کوره‌های معمولی است، استخراج کرد. پمپ‌های حرارتی زمینی اساساً در هر نقطه از جهان از لحاظ اقتصادی قابل دوام می‌باشند.

## پمپ‌های حرارتی با منبع زمین
در مناطقی بدون هیچ گونه منابع زمین گرمایی با دمای بالا، یک پمپ حرارتی با منبع زمینی (GSHP) می‌تواند گرمایش و سرمایش فضا را فراهم کند. مثل یک یخچال یا تهویه مطبوع، این سیستم‌ها از پمپ گرما برای انتقال گرما از زمین به ساختمان استفاده می‌کنند. حرارت می‌تواند از هر منبعی استخراج شود، مهم نیست چقدر سرد است، اما یک منبع گرم تر بهره‌وری بالاتری دارد. یک پمپ حرارتی با منبع زمینی از زمین یا آب زیرزمینی کم عمق (معمولا بیشتر از ۱۲–۱۰ درجه سانتی گراد یا ۵۴–۵۰ درجه فارنهایت) به عنوان یک منبع حرارتی استفاده می‌کند، در نتیجه از درجه حرارت فصلی متوسط آن استفاده می‌کند. در مقابل، یک پمپ حرارتی با منبع هوا گرما را از هوا (هوای سرد بیرون) دریافت می‌کند و در نتیجه نیاز به انرژی بیشتری دارد.
پمپ‌های حرارتی با منبع زمینی (GSHPs) از حرارت درون زمین استفاده نمی‌کنند، یعنی هیچ چشمه آب گرمی گرما را تأمین نمی‌کند. GSHP صرفاً به انرژی حرارتی خورشیدی ذخیره شده در خاک یا سنگ دسترسی دارد. GSHPs یک سیال حامل (معمولا مخلوطی از آب و مقدار کمی از ضد یخ) را از طریق حلقه‌های لوله بسته دفن شده در زمین به گردش در می‌آورند. سیستم‌های مجزای خانگی می‌توانند سیستم‌های «حلقه عمودی» با حفره‌های ۴۰۰–۵۰ فوت (۱۲۰–۱۵ متر) عمق باشند یا اگر زمین کافی برای چاله‌های وسیع در دسترس باشد، یک «سیستم حلقه افقی» حدود شش فوت زیرسطح زمین نصب می‌شود. با گردش سیال در زیر زمین، حرارت را از زمین جذب می‌کند و در بازگشت خود، سیال گرم از طریق پمپ حرارتی عبور داده می‌شود که با استفاده از برق، گرما را از سیال استخراج می‌کند. سیال دوباره سرد شده به زمین برمی گردد در نتیجه این چرخه ادامه می‌یابد. گرما با پمپ گرما استخراج می‌شود که به عنوان یک محصول جانبی برای گرم کردن خانه مورد استفاده قرار می‌گیرد. علاوه بر حلقه گرمایش زمین در معادله انرژی، این بدان معنی است که به‌طور قابل توجهی حرارت بیشتری می‌تواند به یک ساختمان منتقل شود اگر برق به تنهایی به‌طور مستقیم برای گرمایش استفاده شود.
با تغییر جهت جریان گرما، همان سیستم می‌تواند برای گردش آب سرد از طریق خانه برای سرمایش در ماه‌های تابستان مورد استفاده قرار گیرد. گرما برای زمین نسبتاً سردتر (یا آب‌های زیرزمینی) به جای هوای گرم در خارج مانند تهویه مطبوع استفاده می‌شود. در یک نتیجه، حرارت با اختلاف دما بیشتر پمپ می‌شود و این منجر به بهره‌وری بالاتر و مصرف انرژی پایین‌تر می‌گردد.
این تکنولوژی گرمای منبع زمینی را از لحاظ اقتصادی در هر موقعیت جغرافیایی قابل دوام می‌سازد. در سال ۲۰۰۴، حدود یک میلیون پمپ حرارتی با منبع زمینی با ظرفیت کل 15GW برای گرم کردن فضا با استخراج 88PJ انرژی حرارتی برآورد شد. پ حرارتی با منبع زمینی دارای ظرفیت ۱۰٪ در حال رشد در سال است.

## تاریخچه

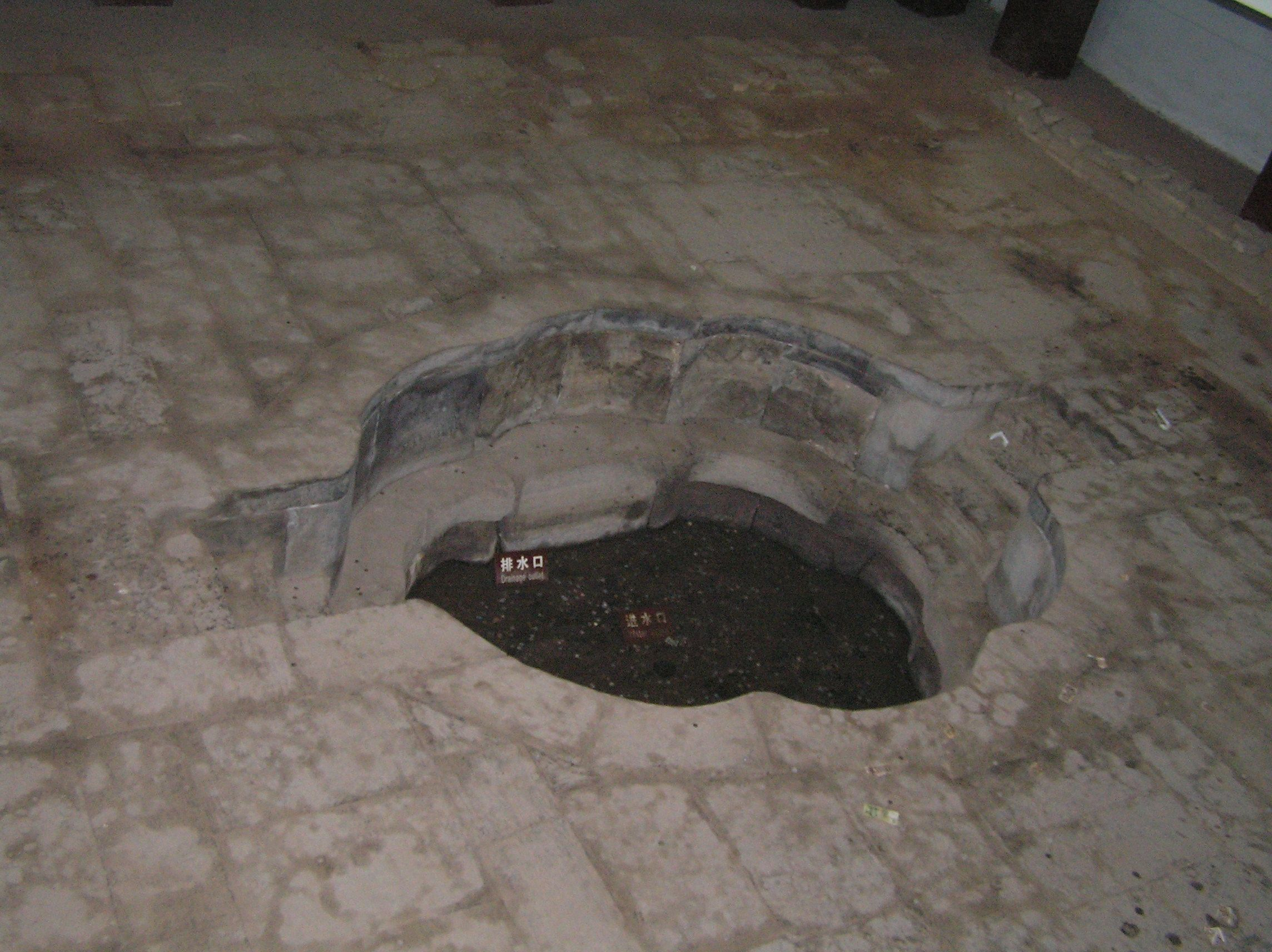
قدیمی‌ترین استخر معروف که با چشمه آب گرم پر می‌شده است و در دوران پادشاهی کین در قرن سوم قبل از میلاد ساخته شده‌است.

چشمه‌های آب گرم برای حمام کردن حداقل از زمان پارینه سنگی استفاده شده‌اند. قدیمی‌ترین آبگرم استخر سنگ در چین کوه لی در سلسله شین در قرن سوم قبل از میلاد ساخته شده‌است، در همان محل که بعدها در آن کاخ هوانگ جی ساخته شد. انرژی زمینی گرمایش منطقه‌ای کانال کشی شده را برای حمام‌ها و خانه‌ها در پمپئی در حوالی ساهای پس از میلاد تأمین کرد در قرن اول میلادی، رومیان آکوا سولیس در انگلستان را فتح و از چشمه‌های آب گرم برای حمام‌های عمومی و گرمایش زمینی استفاده کردند. هزینه این حمام احتمالاً نشان دهنده اولین استفاده تجاری از انرژی حرارت زمینی است. یک وان آب گرم ۱٬۰۰۰ ساله در ایسلند وجود دارد که به وسیله یکی از مهاجران اولیه این جزیره ساخته شده بود. قدیمی‌ترین سیستم گرمایی منطقه‌ای زمینی در Chaudes-Aigues، فرانسه، از قرن ۱۴ عملیاتی شده‌است. اولین بهره‌برداری صنعتی در سال ۱۸۲۷ با استفاده از بخار چشمه اب گرم برای استخراج اسید بوریک از گل‌های آتشفشانی در لاردرلو، ایتالیا آغاز شد.
در سال ۱۸۹۲، اولین سیستم حرارت مرکزی آمریکا در بویس، آیداهو به‌طور مستقیم با انرژی زمین راه‌اندازی شد و سپس در کلامات فالز، اریگن در سال ۱۹۰۰ احداث شد. یک چاه گرمایی عمیق برای گرمایش گلخانه‌ای در بویس در سال ۱۹۲۶ مورد استفاده قرار گرفت و آبفشان برای گرمایش گلخانه در ایسلند و توسکانی در همان زمان مورد استفاده قرار گرفت. چارلی لیب اولین مبدل حرارتی درون چاهی را در سال ۱۹۳۰ برای گرم نمودن خانه خود توسعه داد. بخار و آب داغ آب فشان برای گرم کردن خانه‌ها در ایسلند در سال ۱۹۴۳ مورد استفاده قرار گرفتند.
در این زمان، لرد کلوین پمپ حرارتی را در سال ۱۸۵۲ اختراع کرده بود و هنریخ زولی ایده استفاده از آن را برای دریافت گرما از زمین در سال ۱۹۱۲ مطرح کرد. اما تا اواخر دهه ۱۹۴۰ پمپ حرارتی زمینی با موفقیت عملیاتی نشد. اولین سیستم ساخته شده رابرت سی وبر 2.2KW بود، اما منابع در خصوص زمان دقیق اختراع او اختلاف نظر دارند. جی. دونالد کروکر اولین پمپ حرارتی زمینی تجاری را برای گرم کردن ساختمان کشورهای مشترک المنافع(پورتلند، اورگان) طراحی کرد و آن را در سال ۱۹۴۶ عرضه کرد. پروفسور کارل نیلسن از دانشگاه ایالتی اوهایو اولین نسخه حلقه باز مسکونی را در خانه‌اش در سال ۱۹۴۸ ساخت. این فن آوری در سوئد در نتیجه بحران نفتی سال ۱۹۷۳ محبوب شد و به آرامی در سراسر جهان از آن به بعد پذیرفته شد. در سال ۱۹۷۹ توسعه لوله پلی اتیلن تا حد زیادی کارایی اقتصادی پمپ گرما را افزایش داد. از سال ۲۰۰۴، بیش از یک میلیون پمپ حرارتی زمینی در سراسر جهان با ۱۲ گیگاوات ظرفیت حرارتی وجود دارند. هر سال، در حدود ۸۰٬۰۰۰ واحد در ایالات متحده آمریکا و ۲۷٬۰۰۰ واحد در سوئد نصب می‌شوند.

## اقتصاد

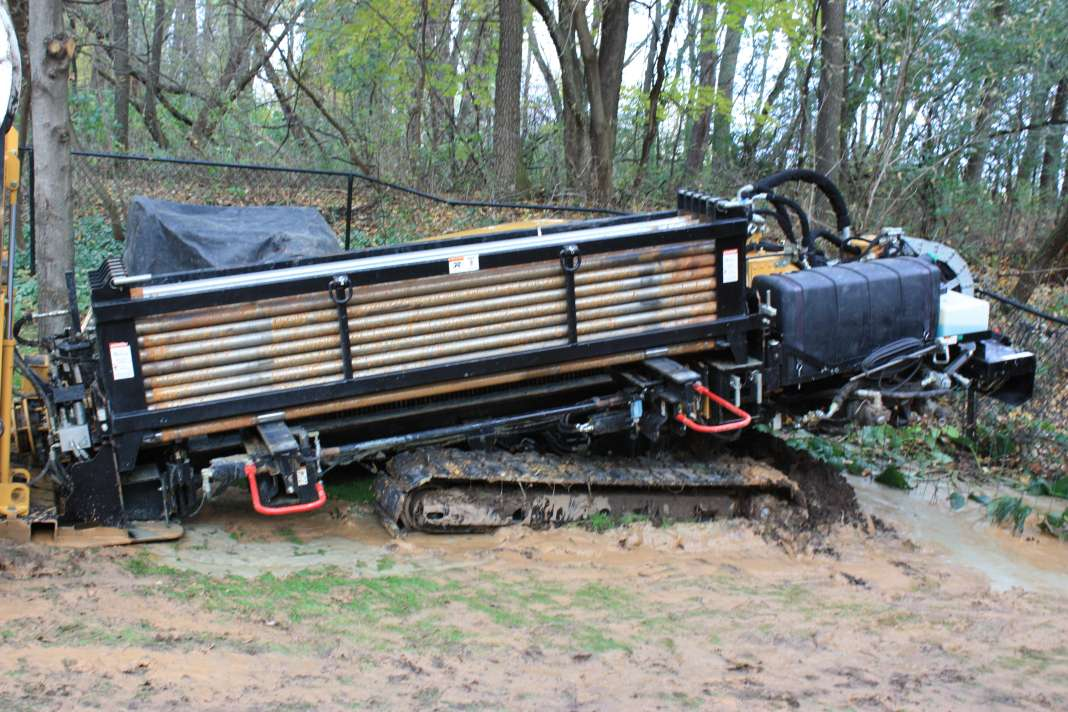
دستگاه حفاری زمین گرمایی.

انرژی زمین گرمایی یک نوع انرژی تجدید پذیر است که حفاظت از منابع طبیعی را تشویق می‌کند. به گزارش آژانس حفاظت محیط زیست ایالات متحده آمریکا، سیستم‌های مولد زمینی ۷۰–۳۰ درصد هزینه‌های گرمایشی و ۵۰–۲۰ درصد هزینه‌های سرمایشی را در مقایسه با سیستم‌های معمولی کاهش می‌دهند. این سیستم‌ها همچنین منجر به صرفه جویی پولی می‌شوند چرا که آن‌ها نیازمند نگهداری کمتر می‌باشند. علاوه بر قابل اعتماد بودن، آن‌ها چند دهه کاربرد دارند.
برخی از تأسیسات، مانند کارخانه برق و روشنایی شهر کانزاس نرخ ویژه و پایین زمستان را برای مشتریان حرارت زمینی ارائه می‌کنند، که حتی منجر به صرفه جویی بیشتر می‌شود.

## خطرات حفاری زمین گرمایی

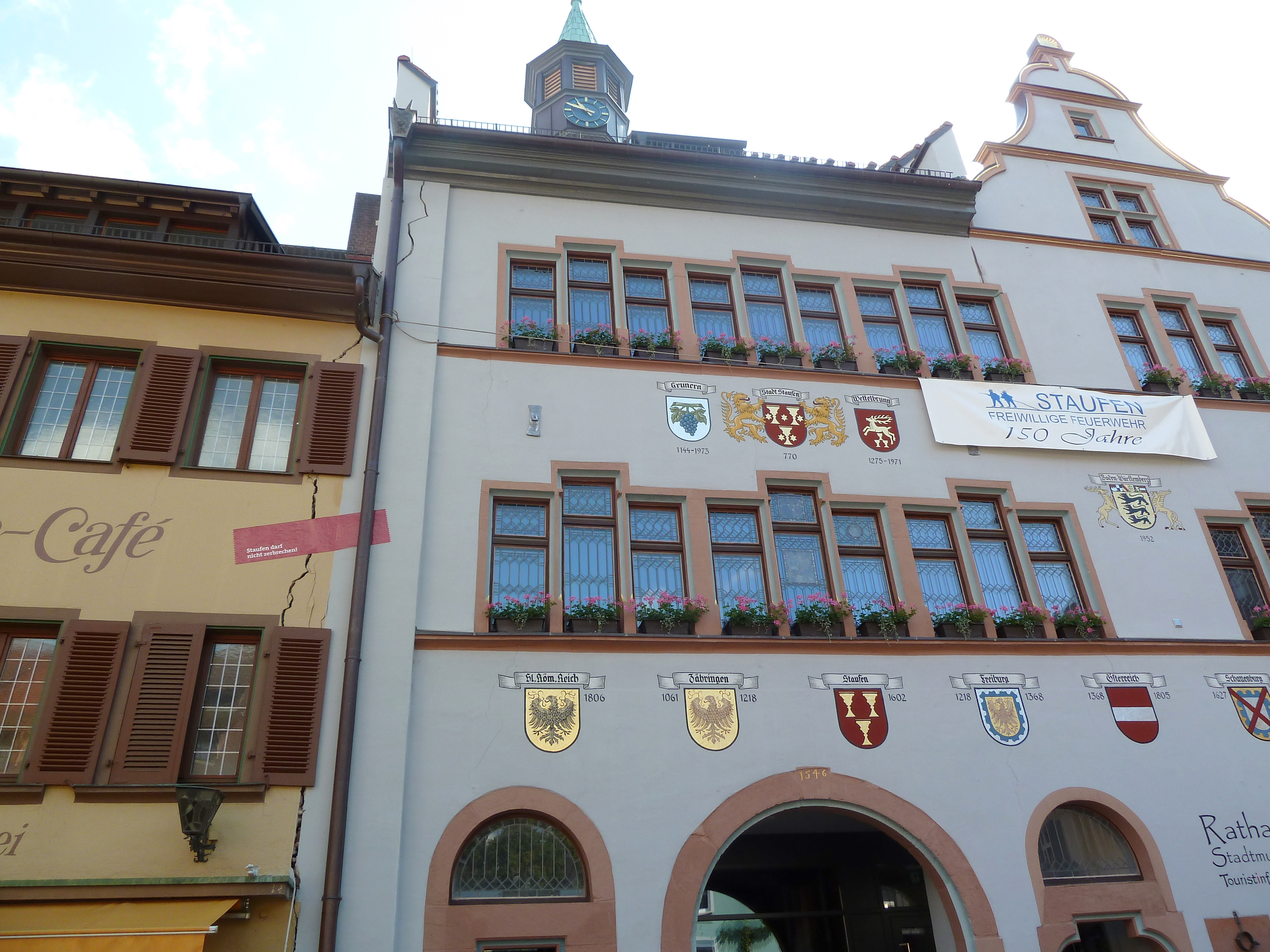
ترک‌های روی تالار شهر تاریخی اشتاوفن ایم برایزگاو که به دلیل حفاری زمین گرمایی منجر به خسارت شده است

در پروژه‌های گرمایش زمین گرمایی، با ترانشه یا حفاری به زیر زمین نفوذ می‌شود. نظیر کارهای زیرزمینی، ممکن است این پروژه‌ها مشکل ساز شوند اگر زمین‌شناسی منطقه مناسب نباشد.
در بهار سال ۲۰۰۷ یک عملیات اکتشافی حفاری حرارت زمینی برای ارائه حرارت زمینی در شهر اشتاوفن ایم برایزگاو انجام شد. پس از چند میلی‌متر حفاری، با واکنشی که فرونشست خوانده می‌شد، مرکز شهر به تدریج شروع به بالا آمدن نمود که منجر به خسارت قابل توجهی به ساختمان‌ها در مرکز شهر، خانه‌های تاریخی متعدد از جمله تالار شهر شد. فرضیه این است که حفاری یک لایه انیدریت را سوراخ کرده و آب‌های زیرزمینی با فشار بالا را در تماس با انیدریت قرار می‌دهد، که پس از آن گسترش می‌یابد. در حال حاضر در این فرایند رو به افزایش پایانی دیده نمی‌شود. داده ماهواره رادار تراسار-ایکس قبل و بعد از تغییر ماهیت این وضعیت را تأیید می‌کند.
یک فرایند ژئوشیمیایی به نام تورم انیدریت به عنوان علت این امر تأیید شده‌است. این یک تغییر انیدریت معدنی (سولفات کلسیم بدون آب) به سنگ گچ (سولفات کلسیم آب دار) است. پیش شرطی برای این تحول است که انیدریت در تماس با آب باشد، که پس از آن در ساختار کریستالی آن ذخیره می‌شود.